# Marjan Pertot
Marjan Pertot, knjižničar, bibliograf, prosvetni in kulturni delavec, * 15. avgust 1935, Kontovel, † 8. december 2014, Nabrežina.

## Življenje in delo
Marjan Pertot se je rodil na Kontovelu nad Trstom, oče je bil Franc, kmet, mati Josipina Štoka, kmetica. Zaradi vojnih razmer se je šolal neredno: prva dva razreda osnovne šole je opravil v italijanščini na Proseku, potem je bila šola zaprta in je privatno hodil k učiteljici Martelančevi v Barkovlje (Trst), 5. razred osnovne šole v slovenščini  na Proseku (1945–46). Nato je obiskoval slovensko nižjo gimnazijo pri Sv. Jakobu v Trstu in učiteljišče A. M. Slomšek v Trstu, kjer je  maturiral leta 1955. Nato je bil dve leti pomočnik v Ljudski knjižnici v Trstu, kasneje knjižničar v Narodni in študijski knjižnici (NŠK) do leta 1980. Stalno nameščen pa je bil kot uradnik na Deželi Furlaniji - Julijski krajini, najprej kot tajnik svetovalske skupine stranke Slovenske skupnosti. Že prej pa je sodeloval z ustanovitelji Slovenske levice Borisom Pahorjem, Vekoslavom Špangerjem, Ubaldom Vrabcem in drugimi .
Kmalu po maturi je pomagal urejati knjižnico Prosvetnega društva Prosek-Kontovel, kasneje je bil več kot deset let predsednik tega PD  in pobudnik ter med ustanovitelji amaterskega odra Jaka Štoka  (o katerem je kasnjeje napisal knjigo ) in Športnega društva Kontovel, kjer je tudi bil dolga leta predsednik in nato tajnik. Bil je tudi med ustanovitelji zadruge Kulturni dom Prosek-Kontovel. Ko je delal v NŠK je skupno s Tončko Kolerič v ciklostiliranih knjigah objavil bibliografije slovenskega tiska v Italiji med obema vojnama, dalje tega tiska v letih 1945-1954 in v letih 1955-1964 ter šolskih knjig v letih 1945-1966 .
Marjan Pertot je ves svoj prosti čas in še posebno po upokojitvi posvetil Knjižnici Dušana Černeta, ki je nastala leta 1982 in je specializirana v zbiranju zamejskega in zdomskega tiska. Bil je njen upravnik in je v njenem okviru sestavljal publikacije na podlagi gradiva, ki ga je zbral, in na podlagi izredno številnih, plodnih stikov, ki jih je pri tem navezal z raznimi kolegi v matici, zamejstvu in po svetu. Sprejel je izziv in postavil na noge ter bil pravi motor Knjižnice Dušana Černeta, kjer je zbiral in hranil na enem mestu vse publikacije, ki jih izdajajo Slovenci v zamejstvu, zdomstvu in po svetu. Zanimal ga je še posebno drobni tisk, med katerega spadajo letaki, vabila in vizitke, saj prav ti najbolje pokažejo utrip delovanja društev in so koristen vir informacij za raziskovalce, še posebno, če o določenem dogodku ni bilo poročanja v medijih .  Potoval in obiskal je slovenska župnijšča v Nemčiji, Belgiji, Angliji in drugod po Evropi, podal se je celo v Argentino , povsod je zbiral podatke in gradivo, s katerimi je potem objavljal mnoge bibliografije.
Bil je izredno ploden publicist. V knjižni obliki je izdal bibliografije slovenskega periodičnega tiska v Italiji 1945-1980 , slovenskega tiska v Argentini , Veliki Britaniji  in Kanadi . V dveh debelih knjigah je predstavil gledališko delo Slovencev v Argentini: povojne emigracije leta 2008 (Slovensko gledališče v Argentini 1948-2007 ) in predvojnih, primorskih beguncev leta 2011 (Lepa Vida ob Srebrni reki ). Ni pa dočakal izida že dokončane sorodne obsežne študije o gledališkem delu Slovencev v Kanadi, ki jo je nato Knjižnica izdala posthumno . Objavljal je strokovne članke tudi v Jadranskem koledarju,  v Zalivu , v raznih zbornikih in brošurah .
Leta 1996 je za svojo knjižničarsko delo v Ljubljani prejel Trubarjevo plaketo .
Leta 2012 je za knjigo Lepa Vida ob Srebrni reki prejel nagrado Vstajenje v Trstu .